# Condilo
Il condilo è una protuberanza arrotondata all'estremità di un osso, che permette a quest'ultimo di articolarsi con la concavità dell'articolazione opposta.
Nel corpo umano troviamo vari esempi di condilo:
- Condilo mandibolare
- Condilo occipitale
- Condilo laterale della tibia
- Condilo laterale del femore
- Condilo laterale del metatarso
- Condilo mediale della tibia
- Condilo mediale del femore

Sono presenti anche nel mondo animale protuberanze con questo nome, in particolare:
- Condilo – protuberanza che può essere presente sui vari articoli o segmenti delle zampe
- Condilo – protuberanza che può essere presente sui vari articoli o segmenti delle zampe, sui cheliceri o sui pedipalpi